# Dothioia bidentatus
Dothioia bidentatus là một loài côn trùng cánh nửa trong họ Aleyrodidae, phân họ Aleyrodinae.
Dothioia bidentatus được Dumbleton miêu tả khoa học đầu tiên năm 1961.